# The Redmen's Persecution
The Redmen's Persecution è un cortometraggio muto del 1910 diretto da Fred J. Balshofer.

## Produzione
Il film fu prodotto dalla Bison Motion Pictures e dalla New York Motion Picture.

## Distribuzione
Distribuito dalla Motion Picture Distributors and Sales Company, il film - un cortometraggio in una bobina - uscì nelle sale cinematografiche USA il 19 agosto 1910.